# Leichtathletik-Weltmeisterschaften 1997/10.000 m der Männer
Der 10.000-Meter-Lauf der Männer bei den Leichtathletik-Weltmeisterschaften 1997 wurde am 3. und 6. August 1997 im Olympiastadion der griechischen Hauptstadt Athen ausgetragen.
Seinen dritten Titel in Folge errang der äthiopische Olympiasieger von 1996 Haile Gebrselassie, der 1993 auch Vizeweltmeister über 5000 Meter war. Den zweiten Rang belegte sein kenianischer Dauerrivale Paul Tergat, der 1995 WM-Dritter und 1996 Olympiazweiter war. Bronze ging an den marokkanischen Olympiadritten von 1996 Salah Hissou.
Hier gab es auf den ersten drei Plätzen dieselbe Rangfolge wie ein Jahr zuvor bei den Olympischen Spielen. Weltmeister Haile Gebrselassie legte die erste Streckenhälfte in 13:59,5 min, die zweite dann in 13:25,1 min zurück. Den letzten Kilometer lief er in 2:30,7 min, die letzten vierhundert Meter in 56,0 s. Der zweitplatzierte Paul Tergat erzielte auf der letzten Runde sogar 55,2 s, doch sein Rückstand war vorher schon zu groß, um den enteilten Äthiopier noch zu gefährden.

## Bestehende Rekorde
| Weltrekord               | 26:31,32 min | Haile Gebrselassie | Oslo, Norwegen                | 4. Juni 1997   |
| Weltmeisterschaftsrekord | 27:12,95 min | Haile Gebrselassie | WM 1995 in Göteborg, Schweden | 8. August 1995 |

Der bestehende WM-Rekord wurde bei diesen Weltmeisterschaften nicht eingestellt und nicht verbessert.
Agustín Morán aus Panama stellte mit 30:12,32 min einen neuen Landesrekord auf.

## Vorrunde
Die Vorrunde wurde in zwei Läufen durchgeführt. Die ersten acht Athleten pro Lauf – hellblau unterlegt – sowie die darüber hinaus vier zeitschnellsten Läufer – hellgrün unterlegt – qualifizierten sich für das Viertelfinale.
Unklar bleibt der Grund für die ungleichgewichtige Verteilung der Teilnehmer auf die beiden Vorläufe. Im ersten Rennen starteten vierzehn Läufer, im zweiten waren es zwanzig.

### Vorlauf 1
3. August 1997, 22:25 Uhr
| Platz | Name                  | Nation      | Zeit (min)  |
| ----- | --------------------- | ----------- | ----------- |
| 1     | Domingos Castro       | Portugal    | 28:07,04    |
| 2     | Mohammed Mourhit      | Belgien     | 28:12,02    |
| 3     | Saïd Bérioui          | Marokko     | 28:12,33    |
| 4     | Carsten Eich          | Deutschland | 28:12,46    |
| 5     | Paul Koech            | Kenia       | 28:13,24    |
| 6     | Assefa Mezgebu        | Äthiopien   | 28:13,95    |
| 7     | Paul Tergat           | Kenia       | 28:13,98    |
| 8     | Salah Hissou          | Marokko     | 28:15,09    |
| 9     | José Ramos            | Portugal    | 28:20,06    |
| 10    | Carlos de la Torre    | Spanien     | 28:20,50    |
| 11    | Toshiyuki Hayata      | Japan       | 28:27,97    |
| 12    | Dan Middleman         | USA         | 28:56,76    |
| 13    | Marco Antonio Condori | Bolivien    | 29:51,24    |
| 14    | Agustín Morán         | Panama      | 30:12,32 NR |

### Vorlauf 2
3. August 1997, 23:00 Uhr
| Platz | Name               | Nation                 | Zeit (min) |
| ----- | ------------------ | ---------------------- | ---------- |
| 1     | Haile Gebrselassie | Äthiopien              | 27:55,36   |
| 2     | Habte Jifar        | Äthiopien              | 27:55,71   |
| 3     | Dominic Kirui      | Kenia                  | 27:56,62   |
| 4     | Abderrahim Zitouna | Marokko                | 27:57,11   |
| 5     | Darren Wilson      | Australien             | 27:57,54   |
| 6     | Kamiel Maase       | Niederlande            | 27:57,78   |
| 7     | Julio Rey          | Spanien                | 28:03,36   |
| 8     | Hendrick Ramaala   | Südafrika              | 28:05,70   |
| 9     | Toshinari Takaoka  | Japan                  | 28:07,36   |
| 10    | Stefano Baldini    | Italien                | 28:07,81   |
| 11    | Tendai Chimusasa   | Simbabwe               | 28:14,03   |
| 12    | Mohamed Ezzher     | Frankreich             | 28:47,48   |
| 13    | João N’Tyamba      | Angola                 | 29:38,92   |
| 14    | Bradley Barquist   | USA                    | 29:43,01   |
| 15    | Margarito Zamora   | Mexiko                 | 29:52,03   |
| 16    | Panayotis Charamis | Griechenland           | 30:08,60   |
| 17    | Georges Richmond   | Französisch-Polynesien | 31:48,17   |
| DNF   | Carlos Patrício    | Portugal               |            |
| DNF   | Zoltán Káldy       | Ungarn                 |            |

## Finale

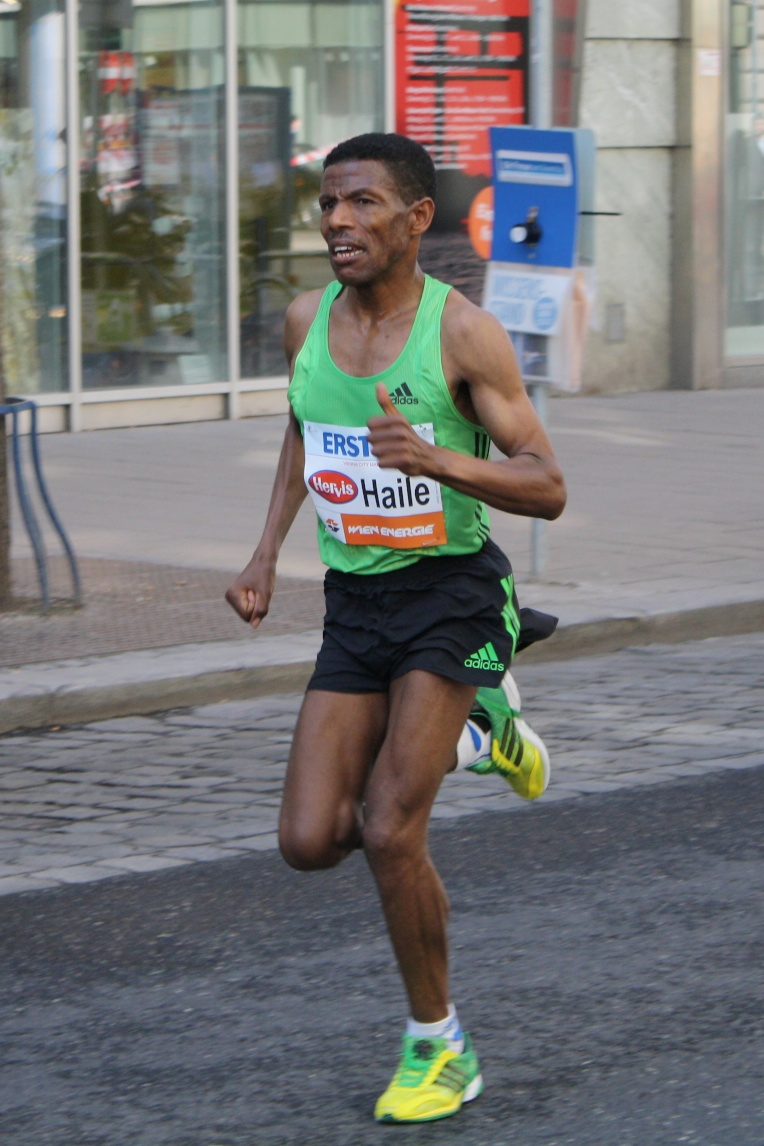
Haile Gebrselassie (hier beim Vienna City Marathon 2011) mit seinem dritten WM-Sieg in Folge, dazwischen gab es 1996 noch einen Olympiasieg – viele weitere Erfolge lagen noch vor ihm

6. August 1997, 20:35 Uhr
| Platz | Name               | Nation      | Zeit (min) |
| ----- | ------------------ | ----------- | ---------- |
| 1     | Haile Gebrselassie | Äthiopien   | 27:24,58   |
| 2     | Paul Tergat        | Kenia       | 27:25,62   |
| 3     | Salah Hissou       | Marokko     | 27:28,67   |
| 4     | Paul Koech         | Kenia       | 27:30,39   |
| 5     | Assefa Mezgebu     | Äthiopien   | 27:32,48   |
| 6     | Domingos Castro    | Portugal    | 27:36,52   |
| 7     | Habte Jifar        | Äthiopien   | 28:00,29   |
| 8     | Julio Rey          | Spanien     | 28:07,06   |
| 9     | Stefano Baldini    | Italien     | 28:11,97   |
| 10    | Darren Wilson      | Australien  | 28:20,16   |
| 11    | Kamiel Maase       | Niederlande | 28:23,20   |
| 12    | Dominic Kirui      | Kenia       | 28:28,13   |
| 13    | Abderrahim Zitouna | Marokko     | 28:29,09   |
| 14    | Hendrick Ramaala   | Südafrika   | 28:33,48   |
| 15    | Tendai Chimusasa   | Simbabwe    | 28:55,29   |
| 16    | Carsten Eich       | Deutschland | 28:59,34   |
| 17    | Saïd Bérioui       | Marokko     | 29:22,05   |
| 18    | José Ramos         | Portugal    | 29:49,00   |
| DNS   | Toshinari Takaoka  | Japan       |            |
| DNS   | Mohammed Mourhit   | Belgien     |            |

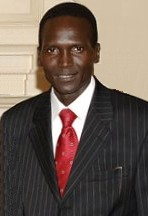
Vizeweltmeister Paul Tergat (Foto: 2007), 1995 war er WM-Dritter und 1996 Olympiazweiter – als großer Gegenspieler von Haile Gebrselassie blieb er immer hinter dem Äthiopier
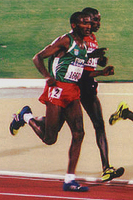
Assefa Mezgebu (in Grün) kam auf den fünften Platz
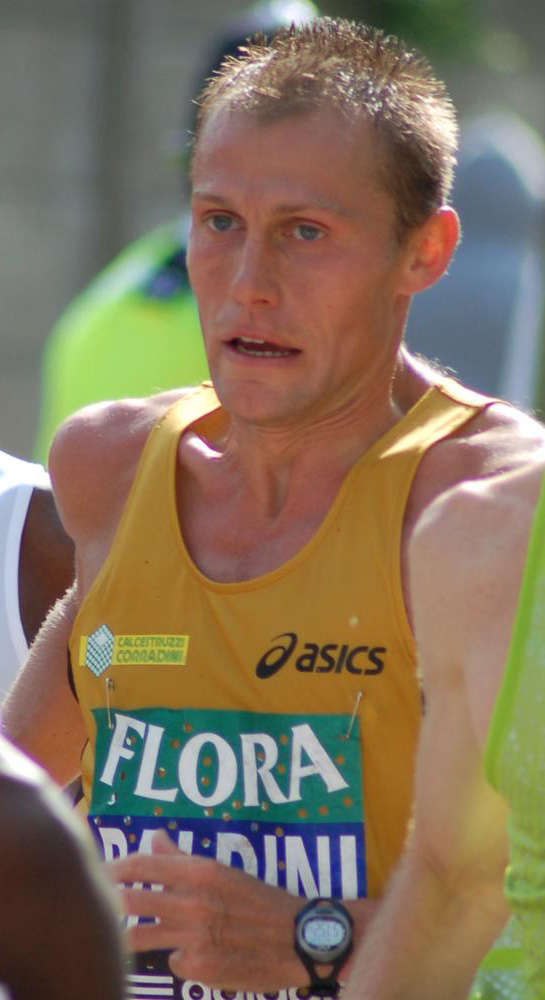
Stefano Baldini, später sehr erfolgreich als Marathonläufer, erreichte Platz neun
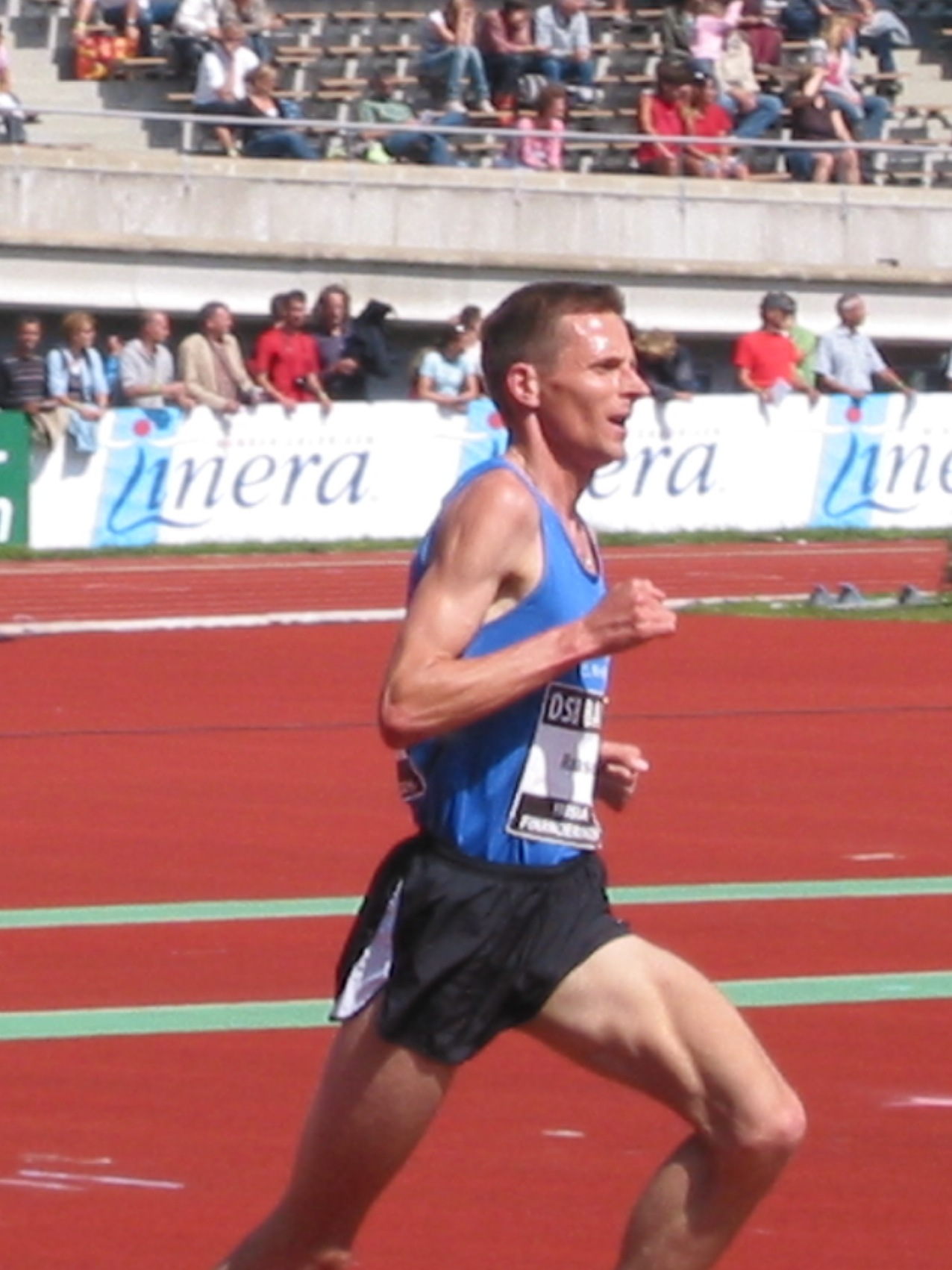
Der elftplatzierte Kamiel Maase
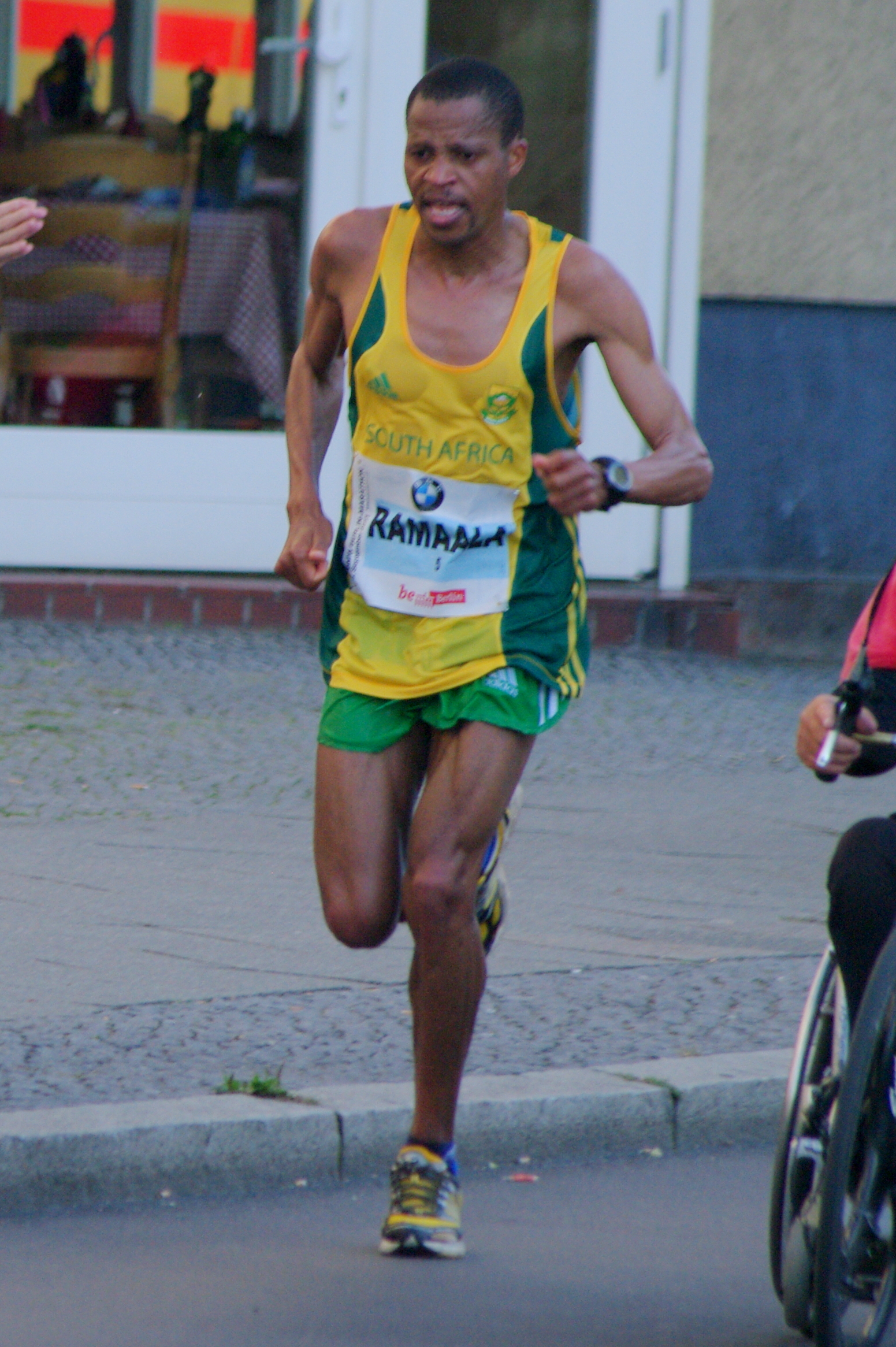
Hendrick Ramaala (hier beim Berlin-Marathon 2011) wurde Vierzehnter

## Video
- Haile Gebrselassie - World 10,000m Final, Athens 1997 auf youtube.com, abgerufen am 13. Juni 2020